# Amaro Ávalos
Amaro Ávalos (Vicente López, 13 de septiembre de 1878 - Buenos Aires, 28 de julio de 1951) fue un militar y funcionario público argentino, que ejerció distintos cargos públicos, llegando a ocupar los ministerios de Agricultura y Hacienda en 1943, durante la dictadura de Edelmiro J. Farrell.

## Biografía
Ingresó al Colegio Militar de la Nación a fines del siglo XIX, egresando en 1902. Realizó una carrera militar exitosa, centrada en la administración de cuerpos militares; fue el jefe de servicios administrativos de varias divisiones del Ejército Argentino.
Durante su carrera militar ocupó varios cargos administrativos a nivel nacional o provincial: fue parte del equipo que organizó el Ministerio de Agricultura y Ganadería de la Nación en 1923, durante la gestión de Tomás Le Breton. Fue también ministro de hacienda y obras públicas durante la intervención federal de la provincia de San Juan en el año 1925, dirigida por Eduardo Broquen, y de la intervención de  facto de la provincia de Salta en 1931, dirigida por Gregorio Vélez.
Pasó a retiro efectivo en 1932, con el grado de coronel. Durante los años siguientes ejerció diversos cargos, entre ellos el de director de la Caja de Retiros y Pensiones Militares del Ejército y la Armada, y el de presidente del Círculo de Ayuda Mutua de Suboficiales del Ejército Argentino. Entre 1939 y 1940 fue nuevamente ministro de una intervención federal, en Santiago del Estero. Entre 1940 y 1942 fue comisionado municipal del partido de Vicente López.
Fue también miembro del Instituto Nacional Sanmartiniano y del Círculo Militar.
Apoyó la Revolución de 1943 y fue nombrado ministro de hacienda de la intervención federal de la provincia de Buenos Aires entre junio y diciembre de 1943.
En enero de 1945, el presidente de facto Edelmiro J. Farrell lo nombró ministro de Agricultura y Ganadería de la Nación; su gestión estuvo limitada por la oposición de la Sociedad Rural Argentina a todo indicio de participación del Estado en la planificación rural. Colaboró activamente con la Secretaría de Trabajo, a cargo de Juan Perón, en la imposición de las condiciones de trabajo impuestas por el Estatuto del Peón Rural del año anterior. También fue el organizador de la Secretaría de Industria y Comercio.
Durante el mes de agosto de ese año ejerció como canciller interino, y ese mismo año también ejerció como interino el Ministerio de Justicia e Instrucción Pública.
Durante la crisis gubernamental de octubre, se alineó con Perón y Farrell, lo que le valió conservar su cargo aún después del giro impuesto a los sucesos políticos por la manifestación del día 17. Tres días después fue nombrado Ministro de Hacienda de la Nación. Durante su gestión intentó contener el gasto público, moderando las exigencias de la campaña presidencial de Perón; no obstante, autorizó emisiones de bonos del Tesoro por 250 millones de pesos, destinados a gastos de administración. Propuso la creación de un Instituto Mixto de Reaseguros, para promover el sistema de seguros del país.
Con la llegada de Perón a la presidencia, en junio de 1946, Ávalos se retiró definitivamente de toda actividad pública. Falleció en Buenos Aires en julio de 1951.
Una calle de la localidad de Munro lleva el nombre de este militar.